# Palača Frideriksborg
Palača Frederiksborg (dansko Frederiksborg Slot) je kompleks palač v Hillerødu na Danskem. Zgrajena je bila kot kraljeva rezidenca za dansko-norveškega kralja Kristijana IV. v zgodnjem 17. stoletju, ki je nadomestila starejši grad, ki ga je pridobil Friderik II., in postal največja renesančna rezidenca v Skandinaviji. Na treh otočkih v Slotssøen (grajskem jezeru) meji velik urejen vrt v baročnem slogu.
Po hudem požaru leta 1859 je bila palača obnovljena na podlagi starih načrtov in poslikav. Zahvaljujoč javni podpori in pivovarju J. C. Jacobsenu so bili njeni apartmaji v celoti obnovljeni in ponovno odprti za javnost kot Danski muzej nacionalne zgodovine leta 1882. Muzej je odprt vse leto in vsebuje največjo zbirko portretnih slik na Danskem. Obiskovalcem ponuja tudi priložnost, da obiščejo več  dvoran, vključno z obnovljeno Valdemarjevo sobo in Veliko dvorano ter kapelo in dvorano za sprejeme, ki jim je požar večinoma prizanesel in vsebujejo razkošno dekoracijo. V času obnove je bilo v palači stalno parkirano gasilsko vozilo.

## Zgodovina

### Izvori
Posestvo, prvotno znano kot Hillerødsholm blizu Hillerøda, je tradicionalno pripadalo Gøyes, eni od danskih plemiških družin. V 1520-ih in 1530-ih je bil Mogens Gøye (okoli 1470–1544), upravitelj kraljestva, ključnega pomena pri uvedbi danske reformacije. Živel je v napol leseni stavbi na najbolj severnem od treh sosednjih otočkov na jezeru posestva. Posestvo je bilo znano kot Hillerødsholm (dobesedno otoček Hillerød). Potem ko se je njegova hči Birgitte leta 1544 poročila z dvorjanom in pomorskim junakom Herlufom Trollejem, je par postal njegov lastnik. V 1540-ih je Trolle zamenjal staro stavbo z večjo graščino.
Leta 1550 je Friderik II. Danski, ki je bil kralj Danske in Norveške od 1559 do 1588, sklenil menjalno pogodbo s Herlufom Trollejem in njegovo ženo, po kateri je Trolle prejel dvorec Skovkloster na jugu Zelandije, medtem ko je kralj pridobil posestvo Hillerødsholm. Ker je bila stara stavba s stolpoma dvojčkoma za kralja premajhna, je leta 1560 pod Trollejevim nadzorom poskrbel za razširitve in dozidave. Na kraljevo zahtevo je Trolle ostal v prostorih, dokler ni bilo delo končano. Kralj je posestvo nato preimenoval v Frederiksborg (dobesedno Frederikov grad). Ker se je zanimal za lov na jelene, je grad s sosednjo hišo Bath uporabljal kot kraljevo lovsko kočo, osredotočeno na polja in gozdove, ki jih je imel na severu Zelandije. Dodatki so vključevali ograjeno obzidje na jugu, ki je ločevalo posestvo od mesta. Še danes stoji štirikotna hiša iz rdeče opeke in strehe s konicami na Staldgadeju, znana kot stolp Herlufa Trolleja (okoli 1560). Poleg tega sta dve dolgi, ozki hlevski stavbi iz rdeče opeke: Kraljevi hlevi na zahodu in Huzarski hlevi na vzhodu. Ti pa vodijo do obzidja ob jezeru z dvema okroglima stolpoma, dokončanima leta 1562, ki nosita grb Friderika II. in njegov moto Mein Hoffnung zu Gott allein (Moje upanje samo Bogu). Na osrednjem otočku je še danes vidna dolga kamra s stopničastimi zatrepi (1575). Najpomembnejša stavba iz časov Friderika II. je kopališče v parku severozahodno od otočkov. Dokončana leta 1581 v renesančnem slogu s tremi štrlečimi stopničastimi zatrepi je služila kralju kot lovska koča v poletnih mesecih.
Grad Frederiksborg je bil prvi danski grad, zgrajen v notranjosti. Vsi prejšnji gradovi so bili na obali ali v bližini pristanišč, saj je bilo morje tradicionalno glavno potovalno sredstvo. Bil je tudi prvi, ki je bil zgrajen za izključno rekreacijske namene in ne za obrambo. Njegova lokacija v Hillerødu je pripeljala do razvoja močno izboljšanih cest, ki so bile sprva rezervirane za kralja. Kongevej (Kraljeva pot), ki povezuje Frederiksborg s Københavnom, je bila dokončana leta 1588. Jakob VI. Škotski je obiskal 13. marca 1590 po poroki z Ano Dansko. Denar je dal revežem, oskrbniku parka, ki je zakoncema posodil konje, ženi, ki je imela fazane in smrekove kokoši in 100 danskih dalerjev kapitanu Frederiksborga za njegove častnike in služabnike.

### Renesančna palača
Friderikov sin Kristijan, ki se je tam rodil, se je že kot otrok močno navezal na grad. Kljub temu se je, ko je vladal kot Kristijan IV. Danski (1588–1648) odločil, da ga bo dal popolnoma prezidati v flamskem in nizozemskem renesančnem slogu (severnjaški manierizem). Staro stavbo so porušili leta 1599 in flamski arhitekt Hans van Steenwinckel starejši je bil zadolžen za načrtovanje nove stavbe. Po njegovi smrti leta 1601 sta nalogo dokončala njegova sinova Hans in Lorenz. Glavna štirinadstropna stavba s tremi krili je bila dokončana okoli leta 1610, vendar so se dela na kapeli nadaljevala do leta 1618. Celoten kompleks je bil dokončan okoli leta 1620 in je postal največja renesančna stavba v Skandinaviji. Glavna renesančna stavba, ki jo je zgradil Kristijan IV., je bila tako dokončana v manj kot desetih letih, kar je bil za tisti čas osupljiv dosežek, čeprav so bili dodatki vse do zgodnjih 1620-ih.
Leta 1659 med drugo severno vojno so grad zavzeli Švedi in vzeli večino njegovih umetnin kot vojno odškodnino. Med švedsko okupacijo je švedska kraljica Hedvig Eleonora Holstein-Gottorpska uporabljala palačo in lovila v gozdu z angleškim odposlancem na Švedskem.
Po smrti Kristijana IV. leta 1648 so palačo uporabljali predvsem za slovesne dogodke. Kapela je bila prizorišče kronanj in maziljenj vseh danskih monarhov od 1671 do 1840, razen Kristijana VII.
- 1671: Kristijan V. in Charlotte Amalie Hessensko-Kasselska
- 1700: Friderik IV. in Lujza Mecklenburg-Güstrowska
- 1721: Ana Sofija, soproga Friderika IV.
- 1731: Kristjan VI. in Sofija Magdalena Brandenburg-Kulmbacha
- 1747: Friderik V. in Luiza Britanska
- 1752: Juliana Maria Braunschweig-Wolfenbüttla, soproga Friderika V.
- 1815: Friderik VI. in Marija Hessensko-Kasselska
- 1840: Kristijan VIII. in Caroline Amalie iz Schleswig-Holsteinska
- Julija 1720 je bila na gradu podpisana pogodba iz Frederiksborga, ki je končala veliko severno vojno med Švedsko in Dansko-Norveško, ki se je začela leta 1700.[11]

## Požar in rekonstrukcija
V 1850-ih je palačo ponovno uporabil kot rezidenco kralj Friderik VII. Danski. Medtem ko je tam bival v noči na 16. december 1859, se je umaknil v sobo v tretjem nadstropju, da bi pregledal svoje zgodovinske artefakte. Ker pa je bila mrzla noč, je prosil, naj v sobi zakurijo ogenj. Na žalost je bil dimnik v popravilu, zaradi česar je izbruhnil požar. Ker je bilo jezero zamrznjeno, je bila edina razpoložljiva voda iz shrambe in kuhinje. Ogenj se je hitro razširil in v nekaj urah uničil večji del stavbe, čeprav kapela, dvorana za sprejeme in zasebni prehod niso bili resneje poškodovani. Uničeno je bilo tudi zapleteno notranje okrasje, vendar je bilo rešenih več kot 300 slik, ki so zdaj razstavljene v zgodovinskem muzeju gradu. Obnovo so financirali z javnimi naročninami, s precejšnjimi prispevki kralja in države ter uglednega filantropa J. C. Jacobsena iz pivovarne Carlsberg. Jacobsenova sredstva so omogočila ustanovitev Muzeja narodne zgodovine v palači. Uradno je bil ustanovljen 5. aprila 1878 in odprt za javnost leta 1882. Restavratorska in rekonstrukcijska dela so se začela leta 1860 na podlagi starih načrtov iz arhivov ter podrobnih slik in risb Heinricha Hansena. Ko so bila dela pod vodstvom historicističnega arhitekta Ferdinanda Meldahla leta 1864 končana, je palača ponovno dobila prvotno podobo. Jacobsen je podaril tudi kopijo Neptunovega vodnjaka (izvirnik Adriana de Vriesa so odnesli na Švedsko), ki je bil postavljen na zunanje dvorišče leta 1888.

## Arhitektura
V skladu s flamsko in nizozemsko renesančno tradicijo je štirikotna palača, ki pokriva celotno območje severnega otočka, zgrajena iz rdeče opeke s stopničastimi zatrepi, visokimi zvoniki in okrasjem iz svetlega peščenjaka. Simetrijo glavne stavbe poruši velik zvonik na krilu kapele. Vsa tri krila so v osnovi neodvisne stavbe, ki so bile združene v kompleks. Običajno skrb za simetrijo je preglasila potreba po poveličevanju Kristjana IV. s kiparskimi okraski, ki spominjajo na astrologijo in mitologijo, kot jih je mogoče videti v vratnici, terasi in Neptunovem vodnjaku. Na okenskih zatrepih so prikazani kipi zgodovinskih cesarjev, vključno z Aleksandrom Velikim in Julijem Cezarjem.
Kraljevo krilo, glavno krilo renesančne stavbe, je bilo dokončano leta 1604, krilo kapele je sledilo leta 1606 in krilo princese na vzhodni strani leta 1608. Vsa tri so bila trinadstropna, toda krilo s teraso, dokončano leta 1609, je imelo samo eno nadstropje. Stran terasastega krila ob jarku je bila okrašena z mitološkimi figurami, odprte arkade pa so gledale na dvorišče. Osrednji portal nosi grba kralja Kristijana in kraljice Anne Katarine in datum dokončanja 1609.[16]
Grad je znan po svojih stolpih in stolpih. Vsi zunanji vogali so okrašeni s stolpi. Dva osmerokotna stolpa z visokimi zvoniki gledata na jezero (Mønttårnet na zahodu in Jægerbakkettårnet na vzhodu) in dva okrogla enonadstropna stolpa gledata na osrednji otoček. Stopniščni stolpiči z bakrenimi kupolami krasijo dvoriščno stran Kraljevega krila. Najvišji in najbolj impresiven stolp stoji nad kapelo. Posneti vogali njenega večnadstropnega zvonika so okrašeni s štirimi obeliski.
Hiša za sprejeme (Audienshuset) je bila dokončana leta 1616. Z nihajočimi zatrepi in štrlečimi erkerji v renesančnem slogu je elegantna petkrilna stavba na srednjem otočku nad jarkom od stolpa Mønttårn na glavni stavbi. Njen proti jugu obrnjen portal, Møntporten, okrašen s figurami, vključno z Venero in Marsom, obkroženimi z glasbeniki, velja za enega najlepših na Danskem. Leta 1621 je Kristijan IV. okrasil Kraljevo krilo z Veliko galerijo, ki gleda na dvorišče. Kipe bogov, ki krasijo obe nadstropji, je izdelal Hans van Steenwinckel mlajši v Amsterdamu in so jih z ladjo pripeljali na Dansko.
Srednji otoček je bil nadalje razvit med vladavino Kristijana IV. Dvorec nadporočnika (Slotsherrens Hus) na zahodu je bil dokončan leta 1611. Kancelarstvo na vzhodu je bilo postavljeno leta 1615 kot prava kopija Berritsgårda na otoku Lolland, ene najlepših renesančnih stavb na Danskem. Obe stavbi sta bili okrašeni z osmerokotnim stolpom in velikimi zatrepi.
Medtem ko je leta 1859 večji del palače uničil požar, sta kapela in njena oprema utrpeli le manjšo škodo. Kapela se od leta 1693 uporablja tudi kot obredna kapela za Red slona in Red Dannebrog. V njej je zbirka umetnin danske kraljeve družine, zlasti dela o Jezusovem življenju danskega slikarja Carla Heinricha Blocha. Kapela je bila tudi kraj podpisa Frederiksborške pogodbe. Od časov Kristijana IV. je služila kot župnijska cerkev. Danes jo oskrbujejo štirje duhovniki in dva organista.
Na stenah kapele so prikazani grbi prejemnikov Reda slona in reda Dannebroga. Vključujejo imena mednarodnih osebnosti, kot je Nelson Mandela, in izjemnih Dancev, vključno z Niels Bohr in Mærsk McKinney Møller.

## Neptunov vodnjak
Neptunov vodnjak, ki ga je oblikoval Adrien de Vries, velja za grajsko kiparsko mojstrovino. Ustvarjen je bil od leta 1620 do 1622, da bi stal na dvorišču palače in simboliziral položaj Danske kot vodilne nordijske sile v začetku 17. stoletja. Velike bronaste figure so ulili v Pragi, kjer je bil de Vries zaposlen kot kipar v cesarski palači. Morski bog Neptun, ki simbolizira danskega kralja, je osrednja figura, medtem ko Tritoni s svojimi školjkami krasijo zunanji bazen. Trenutni vodnjak je kopija izvirnika, ki so ga švedski vojaki leta 1659 razstavili in odnesli na Švedsko zaradi vojne odškodnine po Roskildski pogodbi leta 1658. Ponovno sestavljen vodnjak zdaj stoji v vrtovih palače Drottningholm zunaj Stockholma. Kopijo je izdelal Heinrich Hansen leta 1888 s financiranjem J.C. Jacobsena.

## Muzej narodne zgodovine
Muzej Frideriksborg je bil ustanovljen s kraljevim dekretom 5. aprila 1878 in je bil za javnost odprt 1. februarja 1882. Prvotna zbirka je temeljila na slikah, ki so bile rešene pred grajskim požarom, vendar so ga s pomočjo Jacobsenovega sklada kmalu razširili na druge kulturne artefakte, vključno s slikami in pohištvom. V naslednjih tridesetih letih je bila zbirka precej razširjena s slikami, ki predstavljajo nacionalni zapis o najpomembnejših osebnostih danske zgodovine od srednjega veka do danes. Danes je zbirka portretov največja na Danskem. Poleg 70 sob v treh nadstropjih Kraljevega krila in Princesinega krila so v muzej vključeni še kapela, soba z vrtnicami in soba za avdience. Muzej gosti tudi posebne razstave. Od leta 2010 gosti tudi cenzurirano mednarodno portretno razstavo.

### Valdemarjeva soba
Prvo in drugo nadstropje Kraljevega krila predstavljata zgodovino Danske od 12. do 17. stoletja.Valdemarjeva soba vsebuje številne zgodovinske slike, ki so bile posebej naročene za muzej, vključno z Zapor Kristijana II. v Sønderborgu Carla Blocha (1871), De sammensvorene rider fra Finderup (1882) Otta Bacheja, ki prikazuje zarotnike, ki jezdijo iz Finderupa pri Viborgu po umoru Erika V. Danskega in delo Lauritsa Tuxensa iz leta 1894, ki prikazuje Valdemarja Velikega in Absalona, ki uničujeta Svantevitov tempelj na otoku Rügen. V Valdemarjevi sobi je tudi kopija najstarejše danske zastave iz leta 1427. Izvirnik je visel v stolnici v Lübecku v Nemčiji, kjer je bil uničen v bombardiranju leta 1942. Zbirka portretov vsebuje tudi številna resnično zgodovinska dela, vključno s slikama Karla van Manderja Leonore Christine in Kristijana IV. ter številnimi deli Jakoba Bincka. Dela v vzhodnem traktu so večinoma iz 18. in 19. stoletja in vključujejo zgodovinsko sliko Constantina Hansena z Očeti danske ustave.

### Kapela
Del muzeja je tudi kapela, posvečena leta 1617. Je najbolje ohranjen del renesančnega kompleksa, saj je v požaru leta 1859 v veliki meri ušel škodi. Kapela se razteza po vsej dolžini zahodnega trakta z dolgo ladjo in dvonadstropno galerijo. Bogato okrašen šest obokani štukaturni strop nosijo stebri, ki se dvigajo iz galerij.
Stebri nosijo freske v grizaju s svetopisemskimi osebnostmi, naslikane v 1690-ih. Galerije so bile okrašene v času vladavine Friderika III. (1648–1670), kot je razvidno iz njegovega grba.
Najpomembnejši artefakt v kapeli so orgle, ki jih je izdelal Esajas Compenius leta 1610. Postavil jih je Compenius osebno malo pred svojo smrtjo v Hillerødu leta 1617. Najstarejše orgle na Danskem imajo 1001 leseno piščal. Ohranjen je njegov originalni puhalnik na ročni pogon. Glasbilo je bogato okrašeno z ebenovino, slonovino in srebrom.
Oltarna slika in prižnica iz začetka 17. stoletja sta delo srebrnarja Jacoba Moresa iz Hamburga. V kraljevi molitveni sobi ob kapeli je majhen srebrn oltar, ki ga je leta 1600 izdelal zlatar Matthäus Wallbaum iz Augsburga.

### Velika dvorana
Velika dvorana (Riddersalen) je nad kapelo in se razteza tudi po dolžini zahodnega trakta. Leta 1859 jo je uničil požar, vendar je bila skoraj v celoti obnovljena zahvaljujoč arhitekturnim slikam, ki sta jih naredila Heinrich Hansen in F.C. Lund. Restavratorska dela, končana leta 1880, je izvedel Ferdinand Meldahl, ki je uporabil ohranjene dele okrašenega pozlačenega stropa. Velik lestenec v središču sobe je delo Meldahlovega učenca Carla Brummerja. Izvirne tapiserije, ki prikazujejo pomembne dogodke v življenju Kristijana IV., so bile tkane v delavnici Karla van Manderja v Delftu. Kopije, ki danes krasijo stene dvorane, so nastale po Manderjevih skicah.

### Rožna soba
Soba v pritličju Kraljevega krila, znana kot Rožna soba, je bila prvotno jedilnica za kralja in njegove dvorjane. Uničil jo je požar leta 1859, vendar so jo obnovili po starih slikah. Dva niza šestih obokov slonijo na prostostoječih stebrih. Menijo, da je Mehldahlu uspelo ponovno uporabiti dele okenskih okraskov, vključno z monogramoma Kristjana IV. in kraljice Katarine.

### Sprejemna dvorana
Sprejemna dvorana, ki se razteza na srednjem otočku, je prav tako ušla škodi zaradi požara leta 1859. Okrasil jo je gradbeni mojster Kristijana V. Lambert van Haven v 1680-ih, ki je združil renesančni slog z barokom. Sam je prinesel slike v sosednji zasebni prehod (Conseilgangen) iz Italije. Njegovo delo je bilo dokončano leta 1688, zaradi česar je sprejemna dvorana najstarejša ohranjena baročna soba na Danskem. Razkošen strop v Privy Passage s cvetočimi trtami, nepozebniki in rozetami je delo umetnikov štukature Jana Wilckensa van Verelta in Christiana Nergerja. Dvorana je bila dokončana leta 1689. Lestenec z izrezljanim jelenom je okoli leta 1625 izdelal Hans Ocksen. Stol v severovzhodnem kotu je omogočal, da se kralj dvigne od vhoda v stavbo. Osrednja kupola, ki jo je oblikoval van Haven, nosi moto Kristijana V., Pietate et Justitia (Pobožnost in pravičnost) in je okrašena z alegoričnimi slikami krščanske kraljice, črnca, Turka in ameriškega Indijanca, ki predstavlja Evropo, Afriko, Azijo in Ameriki. Slike na stenah, ki jih je izdelal dvorni slikar Kristijana V. Jacob d'Agar, prikazujejo kraljeve prednike. Prekrivajo jih prizori iz kraljeve veličastne skanske vojne (1675–1697), ki sta jih naslikala Claus Møinchen in Christian Morholt, kljub dejstvu, da je bila na koncu Danska poražena.

## Grajski parki
Leta 1850 je dal Friderik VII. Danski severozahodno od gradu urediti part z vijugastimi potmi, kanali in umetnimi jezeri. Na Louisinem otoku, poimenovanem po njegovi tretji ženi, je bila zgrajena majhna lesena graščina v norveškem slogu, iz katere je kralj lahko hodil na ribolov in užival v neprekinjenih počitnicah s svojo ženo.
Vzhodno od gradu je baročni park s slapovi prvotno ustvaril dvorni vrtnar Johan Cornelius Krieger za Friderika IV. v zgodnjih 1720-ih. Njegove skrbno načrtovane simetrične značilnosti so bile zasnovane tako, da obdajajo osrednji del parka, vodnjak, iz katerega je voda kaskadno tekla po terasah do jezera pod njim. Okoli osrednjega vodnjaka so uredili lično urejene poti, grmičevje in gredice. Park so vzdrževali do začetka 19. stoletja, ko so ga opustili. Grmičevje je divjalo, a steze in terase so se še videle. Leta 1993 je bilo odločeno, da se park ponovno ustvari v izvirnem slogu. Zdaj znan kot Kaskaderne (Kaskade), je bil ponovno odprt leta 1996 z množico novih grmovnic in dreves, zaradi česar je najbolj opazen baročni vrt na Danskem. Monogrami Friderika IV., Kristjana VI., Friderika V. in Margarete II., oblikovani v miniaturnih živih mejah, tvorijo del osrednje postavitve.

## Grofica Frederiksborška
Alexandra Christina Manley je postala grofica Frederiksborška (Grevinde af Frederiksborg) s strani kraljice Margarete II. 16. aprila 2005, osem dni po njeni ločitvi od princa Joachima. Naslov se nanaša na njeno poroko s princem, ki se je zgodila v grajski kapeli.

## V popularni kulturi
Grad Frederiksborg je vidno prikazan v romanu Theodorja Fontaneja Nepovratno (nem. Unwiederbringlich, 1892, znan tudi kot Beyond Recall in No Way Back).
Uporablja se tudi kot lokacija pri 0:07:57 v filmu Olsen-banden iz leta 1978 The Olsen Gang Sees Red.
Leta 2012 se je palača Frideriksborg pojavila v 19. sezoni ameriške resničnostne tekmovalne oddaje The Amazing Race.
Leta 2021 je bila palača Frideriksborg prikazana v 5. epizodi, 3. dela La casa de papel med ropom.
Palača Frideriksborg je glavno dogajanje v romanu Rose Tremain Glasba in tišina (Vintage, 2000), ki je leta 1999 prejela nagrado Whitbread Novel Award.

## Frideriksborg v umetnosti
Obstajajo številne pomembne slike Frideriksborga, vključno z:
- Palača Frederiksborg (s Friderikom III. Danskim na konju) Lazarja Baratte, 1652
- Frideriksborg, J. C. Dahl, 1814
- Palača Frideriksborg, Christen Købke, 1835
- Palača Frideriksborg, P.C. Skovgaard, 1841
- Ruševine Frideriksborga, J. Andersen, 1860